# 辻薫
辻 薫（つじ かおる、1930年1月4日- 2012年9月29日 ）は、日本の経営者。トクヤマ社長、会長を務めた。

## 来歴・人物
大阪府大阪市出身。1954年に京都大学経済学部を卒業し、同年に徳山曹達(のちのトクヤマ)に入社した。1980年6月に取締役に就任し、1985年6月に常務、1988年6月に専務を経て、1989年6月には社長に就任。1997年6月に会長に就任し、2001年6月には相談役に就任。
1995年11月に藍綬褒章を受章。
2012年9月29日、膀胱癌のために死去。82歳没。